# Лесковиця (Гореня вас-Поляне)
Лесковиця (словен. Leskovica) — поселення в общині Гореня вас-Поляне, Горенський регіон, Словенія. Висота над рівнем моря: 795,6 м.